# Aglaophotis
El Aglaophotis o Aglaofotis es una hierba que significa "luz brillante" mencionada a veces en temas de ocultismo que crecía en los desiertos de Arabia y era muy usada para la evocación de demonios.
Según Dioscórides, esta hierba se utiliza para protegerse de los demonios, la brujería, y de la fiebre. Esto está en contradicción con la presentación en el Necronomicon, en el que se utiliza para llamar a las fuerzas oscuras.